# 法拉盛-緬街車站 (IRT法拉盛線)
法拉盛-緬街車站（英語：Flushing–Main Street station），入口和立柱標示為「緬街車站」（Main Street），在頭上標示為「緬街-法拉盛車站」（Main St–Flushing），是美國紐約地鐵IRT法拉盛線的北端總站，位於皇后區法拉盛下城部分的緬街及羅斯福大道交界，設有7號線列車服務，而繁忙時段的尖峰方向還有開行<7>列車，同樣以此站為總站。
法拉盛-緬街車站原先為跨區捷運公司（IRT）與布魯克林-曼哈頓運輸股份有限公司（BMT）的雙重合約時興建。此站於1928年1月21日啟用，並完成法拉盛線在皇后區的路段。雖然有許多由此站東延的計劃，但從未興建。車站在1990年代翻新。
2016年此站的乘客量為19,257,879人次，成為紐約地鐵第12繁忙的車站、皇后區最繁忙的車站以及曼哈頓以外最繁忙的車站。

## 歷史

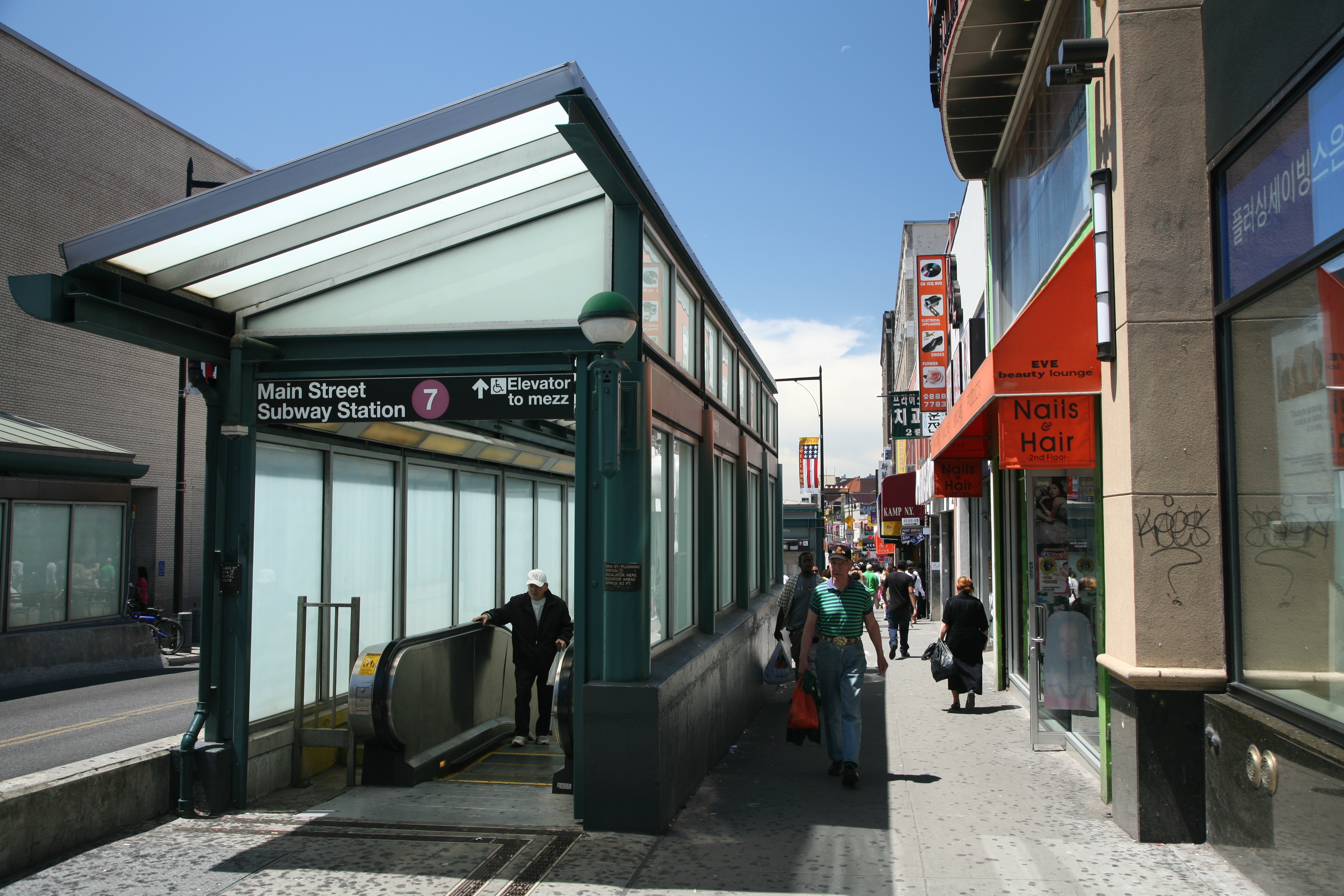
東入口的其中一條扶手電梯

此站在雙重合約下作為法拉盛線延至超過103街-可樂娜廣場車站的一部分興建。此線於1910年代計劃時，法拉盛下城只是一個安靜的荷蘭殖民風格村莊；現時為羅斯福大道的範圍當時稱為阿美蒂街，是鄰里的一個主要商業通道。由於受當地對擾民、拉低地價以及高架鐵路需要擴闊阿美蒂街的反對，因此決定將車站建於地底。自此此站成為法拉盛線7個地下車站的其中之一，其中三個位於皇后區，並且是皇后區廣場車站以東唯一的地下車站。車站和跨過法拉盛溪的雙層橋於1923年4月21日開工，而車站以明挖隨填的方式建造。橋樑於1927年完工，而車站於路線開始營運後超過10年後的1928年1月21日開放。
車站開放後，車站附近的緬街發展高速彈升，法拉盛下城亦成長為一個主要的商業和轉運中心。1939年4月24日，快車開始在此站營運，與威利斯角車站結合為1939年世界博覽會的一部分。由於有大量乘客使用，1940年起當地居民要求在車站東端加設出口和擴闊現有樓梯。第二次世界大戰以後加入了一個新的東入口，而新入口在1947年11月5日破土動工，並於1948年10月28日加入了兩條新街梯和一個額外的票務處。然而在開放初期，新增入口並沒有對緩解主閘機範圍的擠逼。
緬街的月台與其他在法拉盛線的車站，除皇后區廣場車站外都在1955－1956年延長以容納11節列車。
自1970年代起就有車站翻新的計劃。而在1981年，大都會運輸署（MTA）將此站列為69個最差的地鐵站。大都會運輸署最後在1994年找到資金以進行車站翻新，但以放棄其餘15個車站的翻新為代價，包括三個富蘭克林大道線車站，以及大西洋大道-巴克萊中心車站、羅斯福大道/74街車站以及161街-洋基體育場車站的車站複合，理由是車站對東皇后區的通勤者來說是一個「重要車站」。在1999與2000年期間，車站進行了一個大規模翻新計劃。翻新時加入了近東利普曼廣場出口的升降機，令車站符合美國殘疾人法案標準。同時計劃亦加入了新街道入口和車站最遠東端、止衝擋以外近利普曼廣場的一個大型入口廳。在1999年以前，軌道一直越過現時止衝擋的位置成為掘頭路，以便路線東延的計劃。
法拉盛-緬街車站自2004年起列入國家史蹟名錄。

### 路線計劃延伸
在紐約地鐵幾個擴展計劃下，包括雙重合約以及IND第二系統，法拉盛線將延長至超過緬街，沿及/或與鄰近長島鐵路華盛頓港支線平行前往貝賽德的貝爾林蔭路。亦有可能有一條支線在149街以北分支前往學院角。

## 車站結構
| G      | 街道                  | 往緬街的出入口                                               | 往緬街的出入口                                                                                  |
| M      | 大堂                  | 大堂、MetroCard自動售票機、車站詢問處                        | 大堂、MetroCard自動售票機、車站詢問處                                                           |
| P 月台 | 1號軌道               | 往34街-哈德遜調車場（大都會-威利斯角）                       | 利普曼廣場入口 大堂、MetroCard自動售票機、往羅斯福大道的扶手電梯 升降機位於緬街以東的羅斯福大道 |
| P 月台 | 島式月台，左/右側開門 |                                                              | 利普曼廣場入口 大堂、MetroCard自動售票機、往羅斯福大道的扶手電梯 升降機位於緬街以東的羅斯福大道 |
| P 月台 | M軌道                 | 非尖峰時段（尖峰時段）往34街-哈德遜調車場（大都會-威利斯角） | 利普曼廣場入口 大堂、MetroCard自動售票機、往羅斯福大道的扶手電梯 升降機位於緬街以東的羅斯福大道 |
| P 月台 | 島式月台，左/右側開門 |                                                              | 利普曼廣場入口 大堂、MetroCard自動售票機、往羅斯福大道的扶手電梯 升降機位於緬街以東的羅斯福大道 |
| P 月台 | 2號軌道               | 非尖峰時段（尖峰時段）往34街-哈德遜調車場（大都會-威利斯角） | 利普曼廣場入口 大堂、MetroCard自動售票機、往羅斯福大道的扶手電梯 升降機位於緬街以東的羅斯福大道 |

此站受羅斯福大道的約50英呎路寬較窄影響，只能設有兩個較窄的島式月台和三條軌道。尖峰時段快車服務營運時，快車列車會由中央軌道（M軌道）和最南端（2號軌道）的軌道開出，而慢車列車由1號軌道開出。此系統於1952年11月設立。牆壁上的馬賽克顯示「緬街車站」（MAIN STREET），而月台上的小瓷磚顯示「M」。
月台最西端為IRT法拉盛線的辦公室和調度塔。列車員向辦公室報告，而調度塔調度列車和控制法拉盛線。車站以西，路線由隧道經學院角林蔭路的隧道上升，並跨過法拉盛溪的高架橋。

### 出口
此站在街道層設有九個出入口，分別前往兩個閘機區。原先的街道入口位於月台中央，並在軌道上方設有一個獨立的閘機夾層和24小時的車站詢問處。樓梯前往緬街和羅斯福大道交界的全部四個角落。新的位於利普曼廣場的閘機層有個極高的天花板，而大堂本身位於街道層以下約40英呎。夾層位於月台層，並提供符合美國殘疾人法案（ADA）要求的升降機、三個單方向扶手電梯以及一條前往利普曼廣場街道層的樓梯。1998年在轉棍閘機的欄上方安裝了新的藝術品，名為「Happy World」。廣場又名「利普曼拱廊」（Lippmann Arcade），是一條通往市立停車場以及幾個位於39大道的巴士站的行人通道。

## 巴士服務
除了與長島鐵路的同名車站相鄰以外，車站同時亦為皇后區內兩個最繁忙的巴士地鐵轉乘站之一（另一個是牙買加中心）以及北美洲最大的轉乘站。截至2015年，有超過20條巴士路線通過或以此站為總站。

## 車站周邊

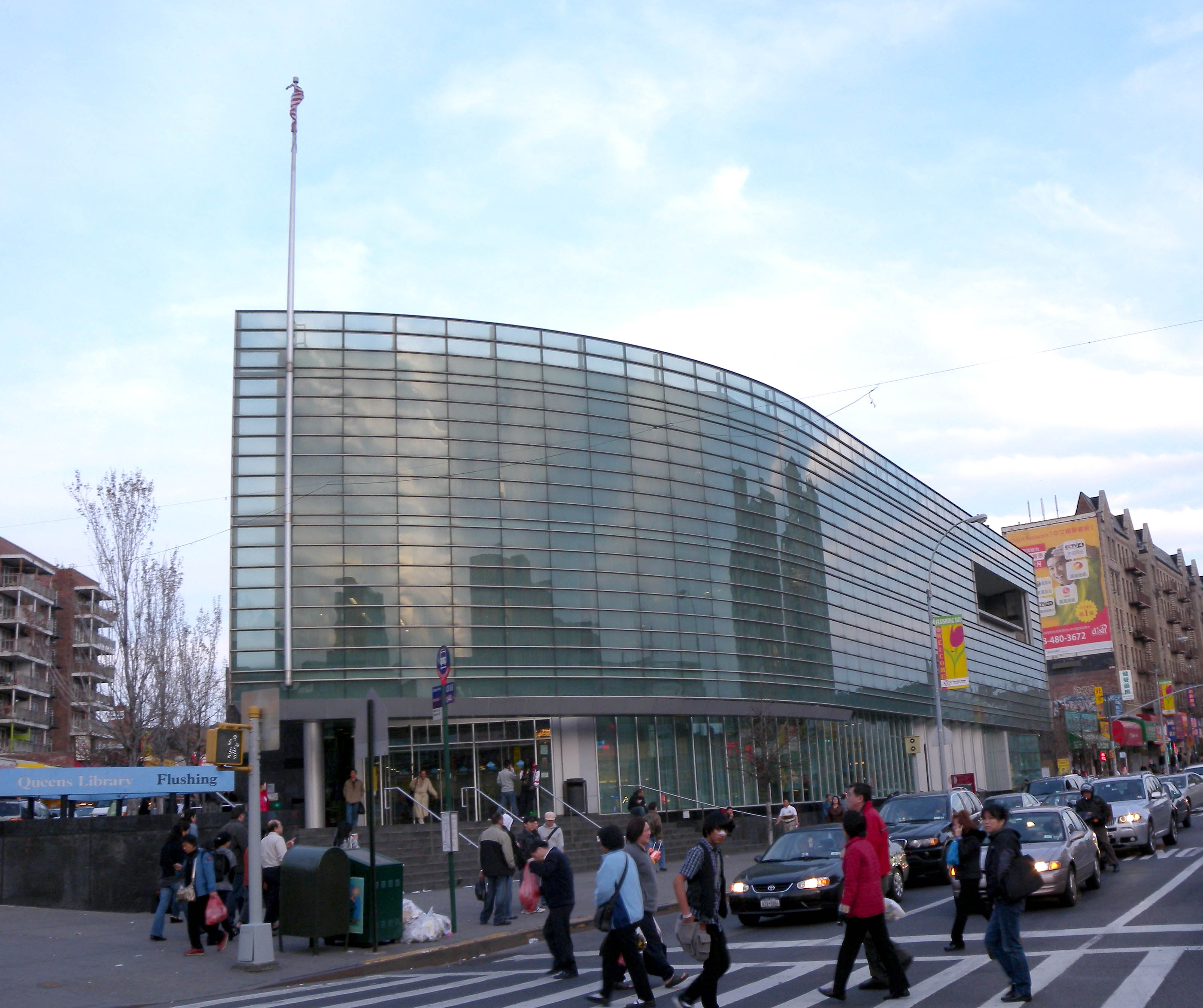
法拉盛的皇后圖書館

車站位於法拉盛中心，又名為法拉盛華埠，是紐約市其中一個最大的亞洲人聚居地。
相鄰的地點包括：
- 法拉盛市政廳（英语：Flushing Town Hall），位於北方林蔭路（英语：Northern Boulevard）及林登地[6]
- 聖喬治教堂，位於緬街近羅斯福大道（英语：Roosevelt Avenue）[6]。
- 法拉盛主郵政局，位於介乎桑福德大道和楓葉大道的緬街[6]
- 皇后圖書館法拉盛分館，位於緬街和基辛納林蔭路，是原皇后圖書館支館的繼承者[6][43]。
- 利普曼廣場，位於緬街以東介乎39大道和羅斯福大道。以法拉盛商人保羅·利普曼命名[6][44]。
- 皇后區植物園，位於車站南方緬街，離車站約8個街區[45]。

## 圖片

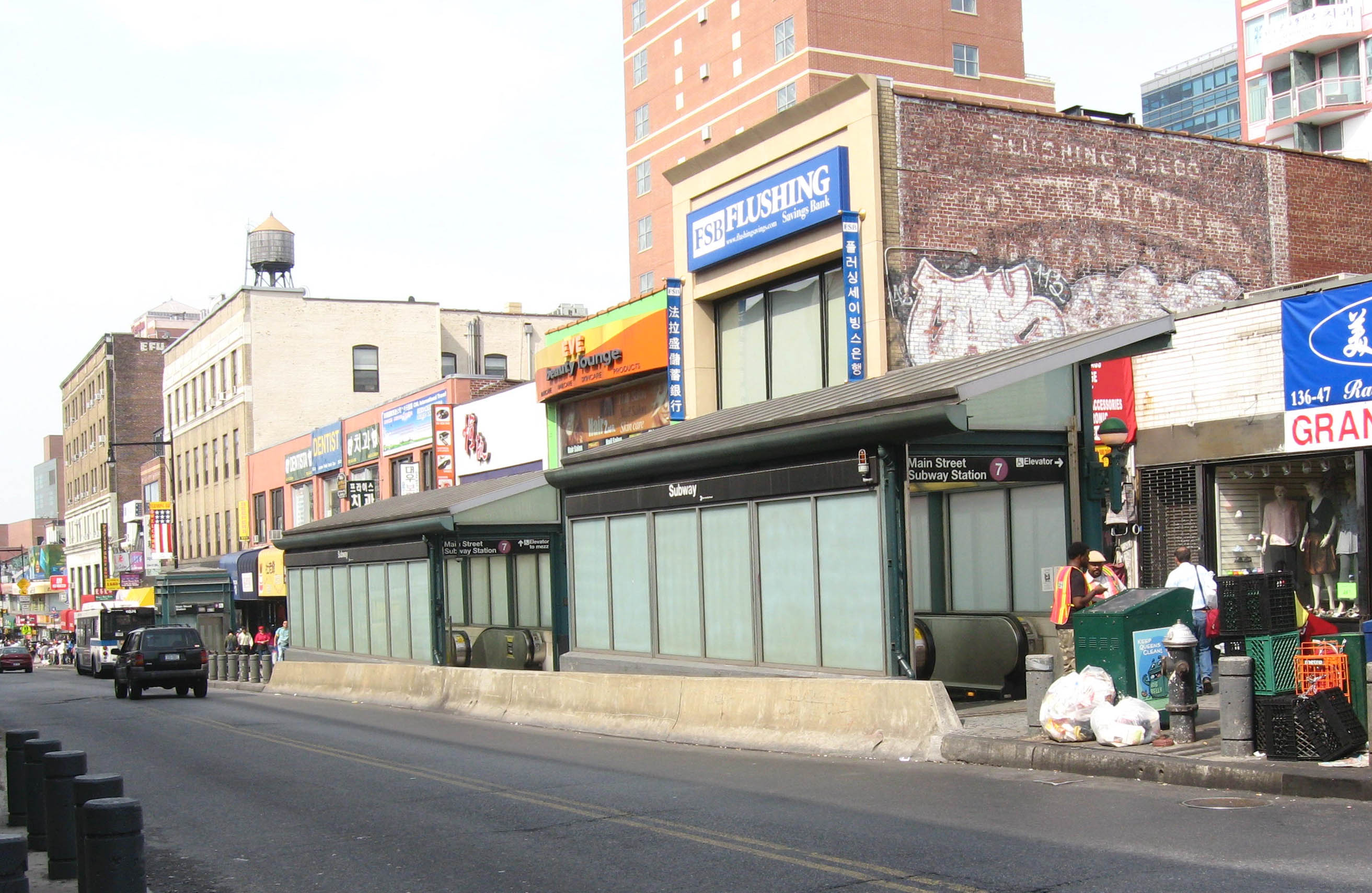
東入口，於1999年翻新
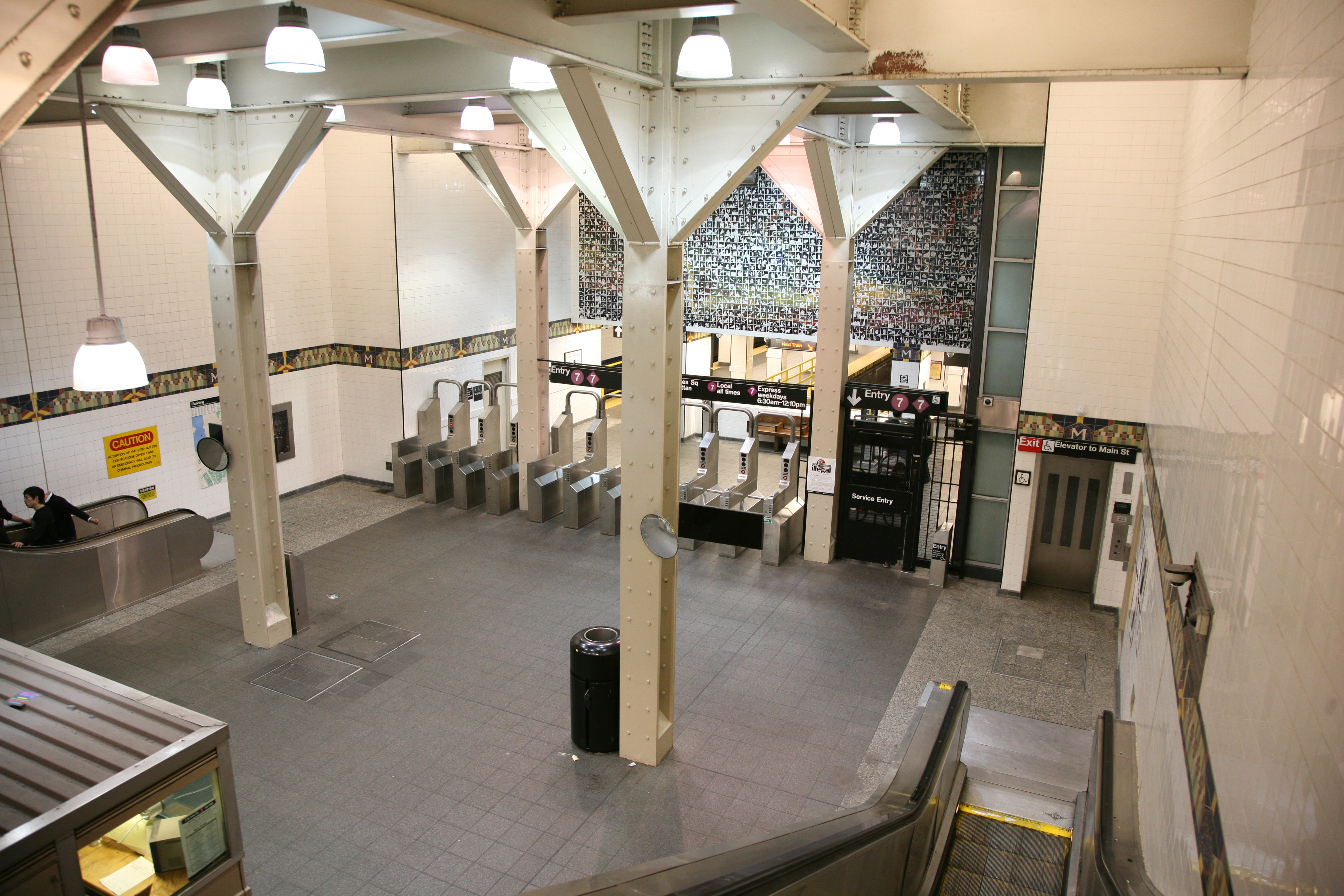
東入口票務廳
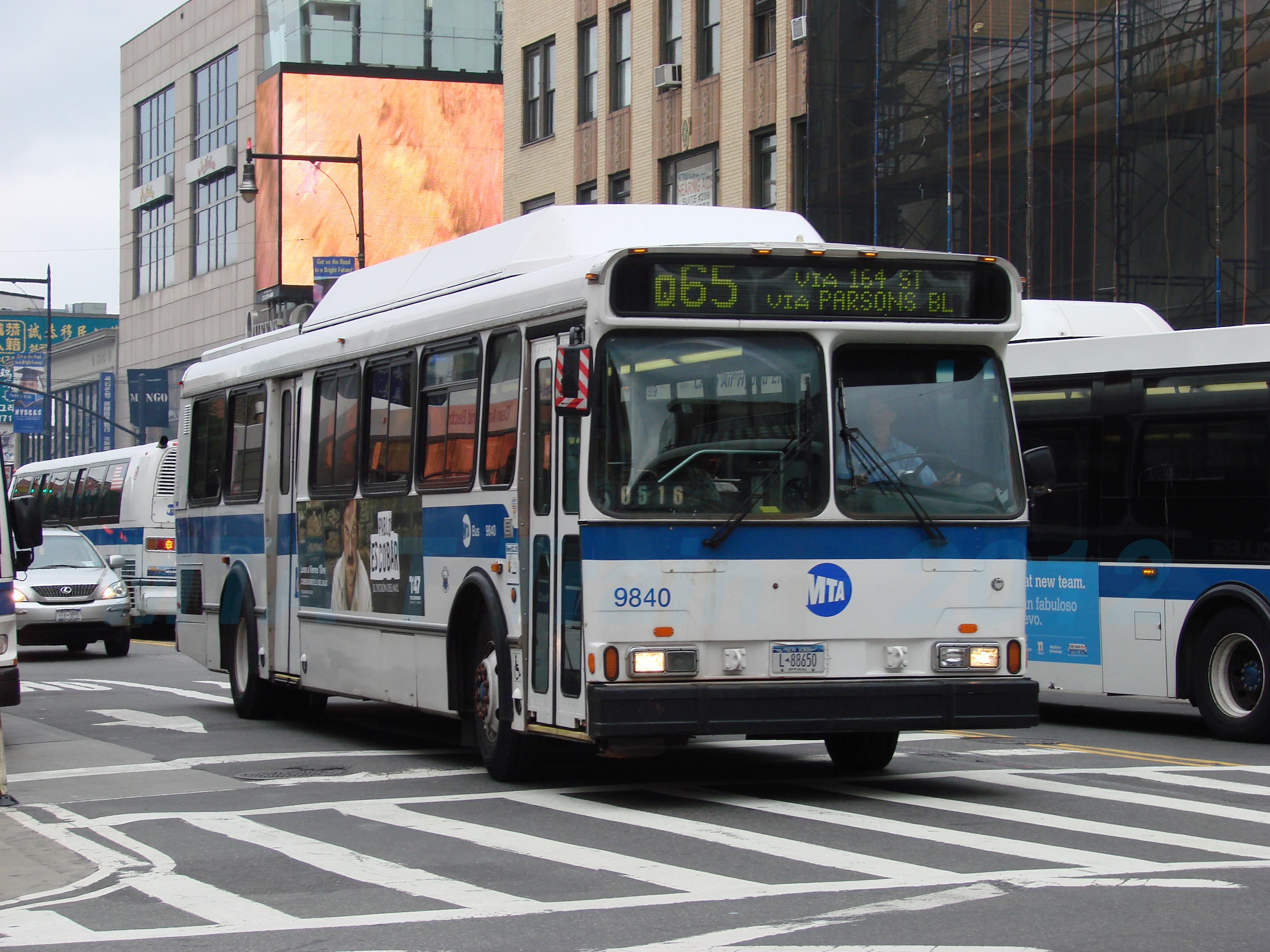
一輛站外的Q65線（英语：Q65 (New York City bus)）巴士，位於緬街和羅斯福大道交界

## 延伸閱讀
- Lee Stokey. Subway Ceramics : A History and Iconography. 1994. ISBN 978-0-9635486-1-0

## 外部連結
- 7mainst – 緬街网，法拉盛网 （页面存档备份，存于）
- nycsubway.org—IRT法拉盛線: 緬街/法拉盛
- nycsubway.org – Happy World藝術品，由Ik-Joong Kang製作 (1998年) （页面存档备份，存于）
- Station Reporter – 7號線列車
- The Subway Nut – 緬街-法拉盛圖片 （页面存档备份，存于）
- MTA's Arts For Transit – 法拉盛-緬街車站 (IRT法拉盛線) （页面存档备份，存于）
- Google地圖街景的緬街入口 （页面存档备份，存于）
- Google地圖街景羅斯福大道的東入口 （页面存档备份，存于）
- Google地圖街景的月台 （页面存档备份，存于）
- Google地圖街景的大堂 （页面存档备份，存于）